# 間人漁港
間人漁港（たいざぎょこう）は、京都府京丹後市丹後町間人にある港。漁港漁場整備法（昭和25年5月2日法律第137号）第1章第5条に規定する第2種漁港である。
京都府有数の漁港とされ、丹後では最大の漁港である。

## 概要
- 所在地 - 京都府京丹後市丹後町間人
- 管理者 - 京丹後市

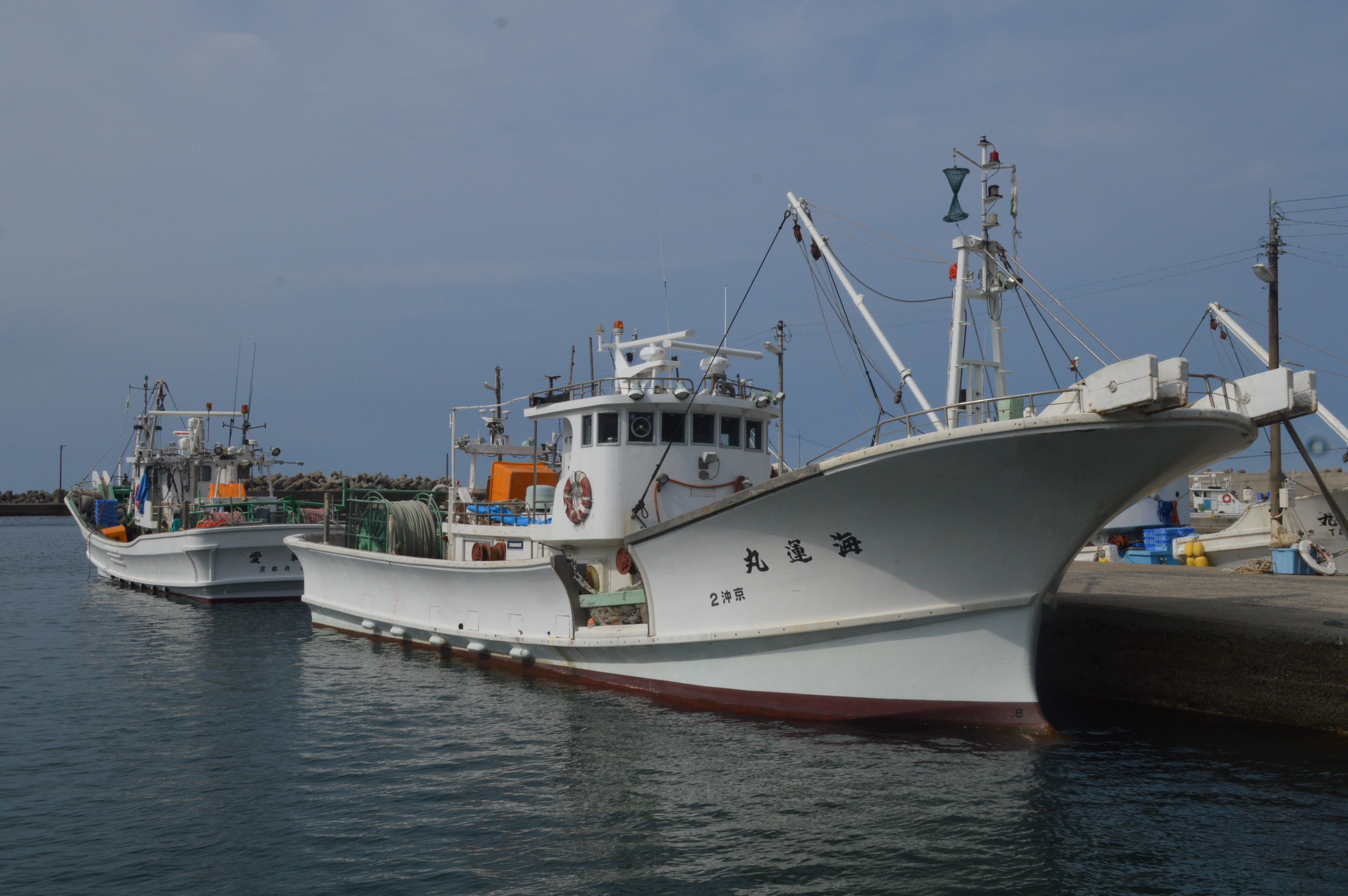
カニ漁船「開運丸」

- 漁業協同組合 - 京都府漁業協同組合 間人出張所
- 組合員数 -
- 漁港番号 - 3020060

## 沿革
- 古くから沖合漁業が盛んだった[1]。近世の間人港は日本海沿岸で五指に数えられるほどの良質な避難港だった[1]。
- 明治初期頃 - 漁民が自主的に積石防波堤を築造。
- 1907年（明治40年） - 港内8,540 m3を浚渫[1]。係船柱60本が完成[1]。
- 1912年（大正元年） - 初めて動力漁船を建造[1]。京都府における動力漁船の先駆となった[1]。
- 1916年（大正5年） - 東防波堤（55 m）を築造[1]。
- 1927年（昭和2年） - 事業費10万1000円で中央防波堤（85 m）と西防波堤（71.5 m）を築造[1]。
- 1948年（昭和23年） - 小泊防波堤（27 m）を築造[1]。
- 1949年（昭和24年） - 赤岩防波堤（42 m）を築造[1]。
- 1951年（昭和26年） - 黒岩防波堤（40 m）を築造[1]。
- 1951年（昭和26年）8月21日 - 第2種漁港に指定[2]。
- 1948年9月のアイオン台風、1949年6月のデラ台風、1951年10月のルース台風などで被害を受けるが復旧工事が完成[1]。

## 間人ガニ

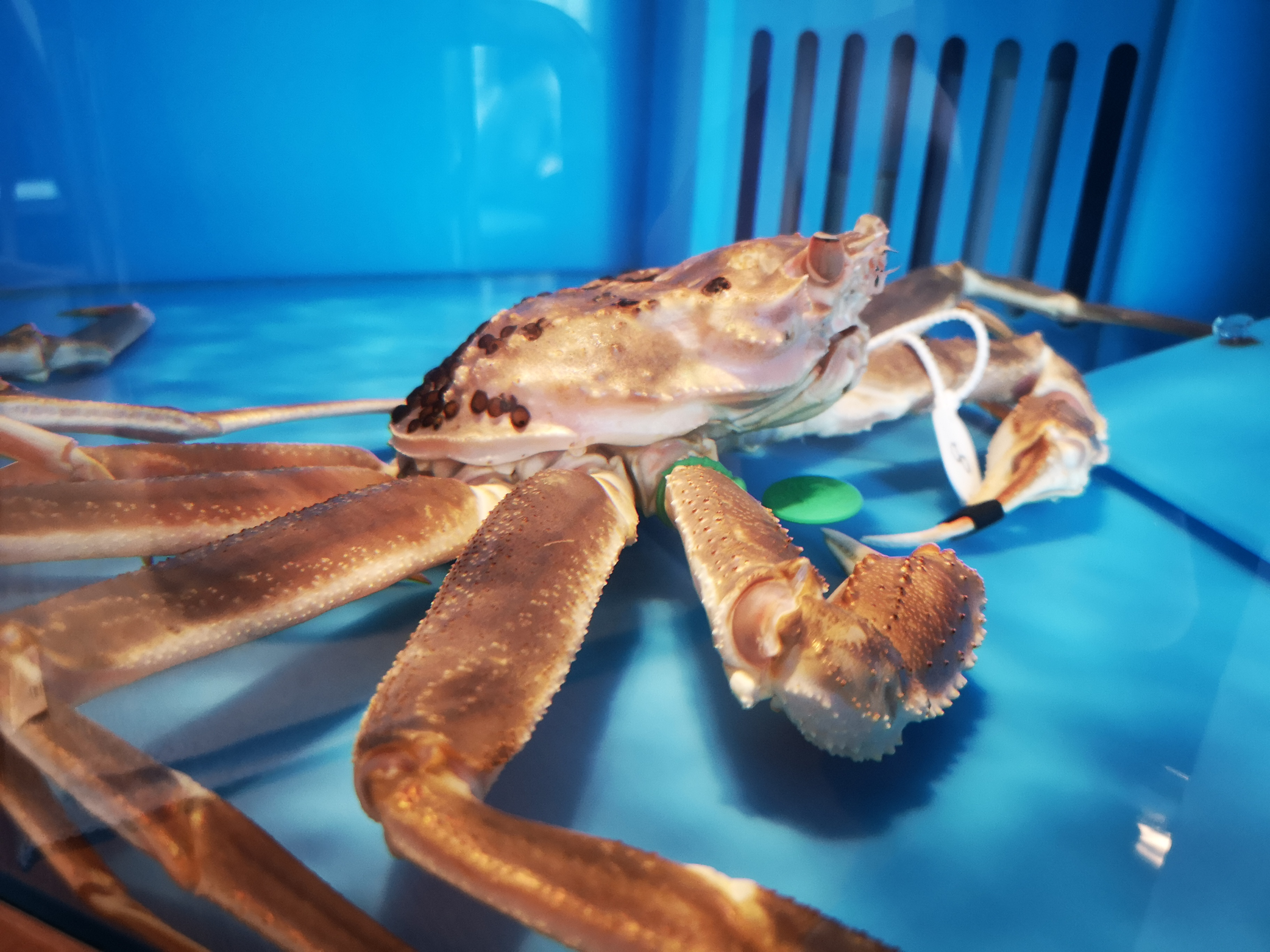
間人ガニ

間人漁港で水揚げされたズワイガニの一部は「間人ガニ」というブランドで出荷されている。2006年（平成18年）には特許庁の地域団体商標を取得している。
京都府のズワイガニ漁は11月6日から始まり、メス（コッペガニ）の漁期は12月31日まで、オス（間人ガニ）は3月20日までが漁期である。

## 主な魚種

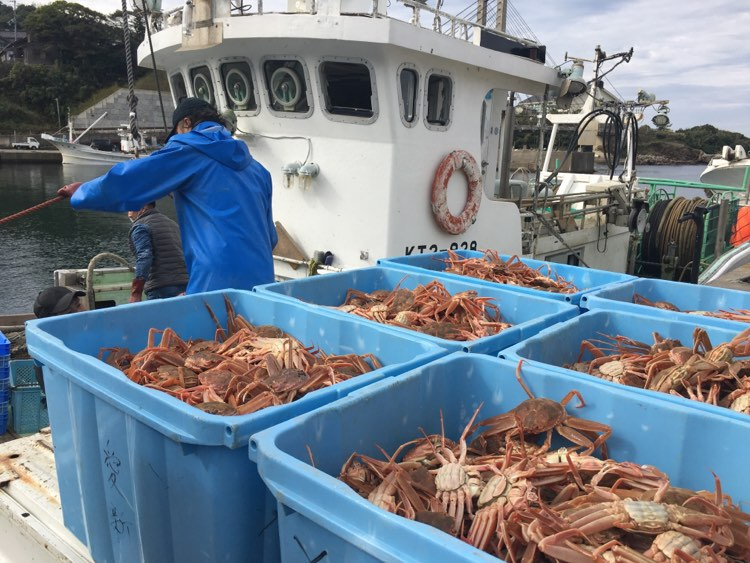
間人漁港におけるカニの水揚げ

- ハタハタ[2]
- カニ[2]
- イカ類[2]
- ニギス[7]

## 主な漁業
- 小型定置網
- 小型底引網
- 採貝藻漁業